# Glasögontyrann
Glasögontyrann (Hymenops perspicillatus) är en fågel i familjen tyranner inom ordningen tättingar.

## Utseende
Hane glasögontyrann är en karakteristisk fågel med glansigt svart fjäderdräkt, gul näbb, gul ögonring och stora vita vingfläckar som blixtrar till i flykten. Honan är mycket annorlunda och mer anspråkslöst tecknad, genomgående streckad med istället rostrött i vingen. 

## Utbredning och systematik
Glasögontyrann placeras som enda art i släktet Hymenops. Den delas in i två underarter:
- Hymenops perspicillatus perspicillatus – förekommer i sydvästra Brasilien Uruguay, Paraguay och norra Argentina
- Hymenops perspicillatus andinus – förekommer i mellersta Chile och centrala Argentina, övervintrar i norra Bolivia och sydvästra Brasilien

## Levnadssätt
Glasögontyrannen är en lokalt ganska vanlig fågel som hittas i både söt- och brackvattensvåtmarker samt fuktiga betesmarker. Där ses den sitta i busktoppar och på ledningar. 

## Status
Arten har ett stort utbredningsområde och beståndet anses stabilt. Internationella naturvårdsunionen IUCN listar den därför som livskraftig (LC).

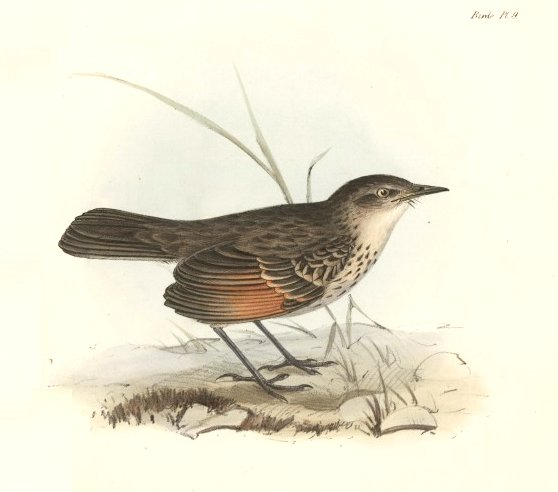